# Secrets (The Human League)
Secrets è l'ottavo album del gruppo inglese The Human League, pubblicato dalla Papillon Records nel 2001.
Come per il loro album precedente, Octopus, la band è stata presentata come un trio di cantanti, Philip Oakey, Joanne Catherall e Susan Ann Sulley (accreditata come "Susan Ann Gayle"); come membro effettivo della band bisogna citare anche Neil Sutton nelle vesti di tastierista e coautore.

## Descrizione
L'album ricevette recensioni positive dai critici musicali, ma il successo commerciale fu ostacolato dal fallimento della Papillon (una divisione della Chrysalis Records) poco dopo la sua pubblicazione. Il primo singolo estratto (All I Ever Wanted) ha riportato gli Human League nella classifica dei singoli del Regno Unito dopo cinque anni di assenza, piazzandoli al numero quarantasette.
Nel 2003, dopo il fallimento della Papillon Records, un secondo singolo estratto, Love Me Madly?, è stato pubblicato dalla Nuvoke Records, una società costituita principalmente per pubblicare i dischi degli Human League.

## Tracce
1. All I Ever Wanted (Oakey, Sutton)
2. Nervous (Oakey, Sutton, Toy) *
3. Love Me Madly? (Oakey, Sutton)
4. Shameless (Oakey, Sutton)
5. 122.3 BPM (Oakey, Sutton, Toy) *
6. Never Give Your Heart (Oakey, Sutton)
7. Ran (Oakey, Sutton) *
8. The Snake (Oakey, Sutton)
9. Ringinglow (Oakey, Sutton, Toy) *
10. Liar (Oakey, Sutton)
11. Lament (Sutton) *
12. Reflections (Fellowes, Oakey)
13. Brute (Oakey) *
14. Sin City (Oakey)
15. Release (Sutton) *
16. You'll Be Sorry (Oakey, Sutton)

* = Traccia strumentale